# 瓦德韦茨
瓦德韦茨是德国下萨克森州的一个市镇。总面积48.81平方公里，总人口901人，其中男性444人，女性457人（2011年12月31日），人口密度18人/平方公里。